# مانويل فارغاس (ملاكم)
مانويل فارغاس (بالإسبانية: Manuel Vargas)‏ مواليد 29 مارس 1981 في ولاية خاليسكو، المكسيك، هو ملاكم محترف مكسيكي يصنف ضمن فئة وزن الذبابة. حقق بطولة منظمة الملاكمة العالمية.

## إحصائيات
خاض خلال مسيرته 45 نزالا، فاز في 33 وتعادل في 1 وخسر في 11. فاز بالضربة القاضية في 17 نزالا.

## روابط خارجية
- مانويل فارغاس على موقع بوكس ريك (الإنجليزية) (registration required)